# Таво-э-Понсерикур
Таво-э-Понсерику́р (фр. Tavaux-et-Pontséricourt) — коммуна во Франции, находится в регионе Пикардия. Департамент коммуны — Эна. Входит в состав кантона Марль. Округ коммуны — Лан.
Код INSEE коммуны — 02737.

## Население
Население коммуны на 2010 год составляло 601 человек.
| 1962 | 1968 | 1975 | 1982 | 1990 | 1999 | 2010 |
| ---- | ---- | ---- | ---- | ---- | ---- | ---- |
| 797  | 766  | 752  | 666  | 622  | 592  | 601  |

## Экономика
В 2010 году среди 387 человек трудоспособного возраста (15—64 лет) 250 были экономически активными, 137 — неактивными (показатель активности — 64,6 %, в 1999 году было 61,5 %). Из 250 активных жителей работали 219 человек (127 мужчин и 92 женщины), безработных было 31 (13 мужчин и 18 женщин). Среди 137 неактивных 33 человека были учениками или студентами, 49 — пенсионерами, 55 были неактивными по другим причинам.